# Argyrophis oatesii
Argyrophis oatesii — вид змій родини сліпунів (Typhlopidae). Мешкає в Індії і М'янмі. Вид названий на честь англійського натураліста Юджина Вільяма Оутса.

## Поширення і екологія
Argyrophis oatesii мешкають на Кокосових і Андаманських островах. Вони живуть в тропічних лісах. Відкладають яйця.